# دوبييفكا (بورغاس)
دوبييفكا (Дубіївка) هي مدينة في مقاطعة بورغاس في أوكرانيا.
يبلغ عدد سكانها حوالي 3142   نسمة.